# 脳血管障害
| 順位 | 疾病                 | DALYs （万） | DALYs （%） | DALYs （10万人当たり） |
| ---- | -------------------- | ------------ | ----------- | ---------------------- |
| 1    | 新生児疾患           | 20,182.1     | 8.0         | 2,618                  |
| 2    | 虚血性心疾患         | 18,084.7     | 7.1         | 2,346                  |
| 3    | 脳卒中               | 13,942.9     | 5.5         | 1,809                  |
| 4    | 下気道感染症         | 10,565.2     | 4.2         | 1,371                  |
| 5    | 下痢性疾患           | 7,931.1      | 3.1         | 1,029                  |
| 6    | 交通事故             | 7,911.6      | 3.1         | 1,026                  |
| 7    | COPD                 | 7,398.1      | 2.9         | 960                    |
| 8    | 糖尿病               | 7,041.1      | 2.8         | 913                    |
| 9    | 結核                 | 6,602.4      | 2.6         | 857                    |
| 10   | 先天異常             | 5,179.7      | 2.0         | 672                    |
| 11   | 背中と首の痛み       | 4,653.2      | 1.8         | 604                    |
| 12   | うつ病性障害         | 4,635.9      | 1.8         | 601                    |
| 13   | 肝硬変               | 4,279.8      | 1.7         | 555                    |
| 14   | 気管、気管支、肺がん | 4,137.8      | 1.6         | 537                    |
| 15   | 腎臓病               | 4,057.1      | 1.6         | 526                    |
| 16   | HIV / AIDS           | 4,014.7      | 1.6         | 521                    |
| 17   | その他の難聴         | 3,947.7      | 1.6         | 512                    |
| 18   | 墜死                 | 3,821.6      | 1.5         | 496                    |
| 19   | マラリア             | 3,339.8      | 1.3         | 433                    |
| 20   | 裸眼の屈折異常       | 3,198.1      | 1.3         | 415                    |

脳血管障害（のうけっかんしょうがい、cerebrovascular disease）とは、脳の血管が障害を受けることによって生じる疾患の総称。
脳血管障害は脳出血（出血性脳血管障害）と脳梗塞（虚血性脳血管障害）の2つに分類され、さらに脳出血は脳内出血とクモ膜下出血、脳梗塞は脳血栓および脳塞栓に分類される。うち急激に発症したものは、脳卒中（のうそっちゅう、stroke、apoplexy）、脳血管発作（cerebrovascular attack、CVA）、一過性脳虚血発作（TIA）と呼ばれる。俗にヨイヨイ、中風（ちゅうふう、ちゅうぶ）とも呼ぶ。

## 発症機序
脳血管障害に共通するのは、脳を栄養する頭蓋内の血管（血流）に異常が発生し、出血による炎症・圧排または虚血による脳組織の障害により発症することである。

### 危険因子
脳梗塞においては動脈硬化（アテローム）が最大の危険因子であり、動脈硬化の原因としては、高血圧症、脂質異常症（高脂血症）、糖尿病、喫煙が挙げられる。一方の脳出血では、脳内出血では高血圧が、クモ膜下出血では脳動脈瘤 (Aneurysm) ・脳動静脈奇形 (AVM) およびもやもや病が大きな要因となる。日本では、食文化の欧米化とともに罹患率が上昇しており、予防、再発防止、リハビリテーションとも大きな課題となっている。
高血圧については、脳卒中の発症を予測するうえで、脈圧・拡張期血圧 (Diastolic Blood Pressure: DBP) などと比べ、収縮期血圧 (Systolic Blood Pressure: SBP) が性や人種に関係なく、最も重要な因子であるとする論文が American Journal of Hypertension の2007年3月号に掲載された。

高血圧、喫煙、ウエスト・ヒップ比の低値、不健康な食事、定期的な運動の欠如、糖尿病、中等度あるいは高度のアルコール摂取、ストレスまたは抑うつ、アポリポ蛋白B/A1比の高値という9つの因子は、さまざまな国での脳卒中のリスクの90%を占めていた。中でも高血圧は単独因子として、虚血性および出血性の両脳血管障害の52%と、出血性脳血管障害の74%に関与していた。
慢性的な睡眠不足状態にある人は高血圧、糖尿病、高脂血症、心筋梗塞、狭心症などの冠動脈疾患や脳血管障害といった生活習慣病に罹りやすい。

### 外傷に起因する脳血管障害
急性硬膜外血腫 (AEDH)
予後良好な出血である。CT 上は凸レンズ型の高吸収域として写る。出血源は硬膜（中硬膜動脈、静脈洞）または骨（椎間静脈）である。したがってAEDHは基本的に頭蓋骨骨折の合併症であり、骨折側にみられる。側頭骨骨折で中硬脈動脈損傷、後頭骨骨折で横静脈洞損傷という例は非常に多い。開頭術で血腫除去ができる。
急性硬膜下血腫 (ASDH)
予後不良な出血である。CT 上は三日月状の高吸収域として写る。外傷では反対側にできることが多い。クモ膜の損傷によって発生するといわれている。クモ膜はそう簡単には損傷する膜ではないので強い外傷の時に発生する。治療は開頭術である。脳挫傷では脳内出血、軟膜損傷ではクモ膜下出血、クモ膜損傷では硬膜下血腫が発生すると考えておけばよい。
慢性硬膜下血腫
ASDH とは異なり予後良好である。CT 上は三日月状の等吸収域として写る。治療は穿頭による血腫除去である。

## 管理
脳血管障害が生じる場合、大抵は高血圧を伴っている。その治療方針は各疾患ごとに異なるので診断をせずに血圧を初めとしてうかつな治療をすることはできない。
脳梗塞
急性期の降圧は原則、禁忌である。脳血管障害で CT にて出血が認められなければ脳梗塞の可能性が高い。発症から4.5時間以内であれば血栓溶解療法で症状が改善しえるので適応の評価を行わなければならない。病歴からアテローム血栓性などの病型診断も行い、MRI または MRA にて発症時期も特定していく。血栓溶解療法は適応基準、慎重投与などが定められているため、かならず専門家にコンサルトしてから血栓溶解療法は行うべきである。この際、適応から外れる行為として観血的な処置があるためにNGチューブやフォーレーカテーテルの挿入は控えておいた方がよい。
脳出血（脳溢血）
急性期は極端な高血圧を除き、降圧しない。慢性期は再発予防のために降圧する。救急室で行うべきこととしては、出血部位の同定を含めた診断とヘルニアや水頭症といった合併症の評価である。緊急手術の適応となる脳出血には被殻出血、小脳出血、皮質下出血、視床出血があげられる。被殻出血、小脳出血、皮質下出血では血腫除去術、視床出血では脳室ドレナージが標準的な術式である。手術適応は施設によっても異なるが、被殻出血の場合は血腫量が31ml以上の時や意識障害があるとき、脳の圧迫所見が強い時は緊急手術となる。小脳出血では血腫径が3cm以上のとき、意識障害（特にJCS III-100以上）があるとき緊急手術となる。皮質下出血の場合は血腫量が30ml以上の時、意識障害が昏迷以上であるとき、正中偏位が1cm以上あるとき、中脳周囲槽の変形があるとき緊急手術となる。視床出血では脳室穿破や水頭症が認められるとき緊急手術となる。
クモ膜下出血
積極的に血圧をコントロールする。これは再出血の予防のためである。

## 救急室における神経診断学
神経診断は神経診断学に基づき、病因診断、解剖学的診断、臨床診断と3stepで行うのが通常である。解剖学的診断を行うための診察項目は非常に多い。救急室ではこのような対応は不可能なことが多く、頻度としても救急室に来院する神経病が疑われる患者の多くは脳血管障害であるため、より簡便なスクリーニング法が発達してきた。スクリーニング診察はあくまでも神経病の存在診断のために行うものであり、体系だった神経診断学に基づく診断に比べ、局所診断、病因診断の情報は少ないものの、短時間で行えることから救急室では好まれる。スクリーニング診察の項目としては、意識、脳神経、運動神経、感覚神経、歩行、姿勢、髄膜刺激症状、自律神経、協調運動、深部腱反射（特に病的反射）などを一通り行う場合が多い。
スクリーニングの項目だけでも脳血管障害のかなりの情報を得ることができる。殆どの脳血管障害が片麻痺を主訴とするため、これを想定する。まず顔面に麻痺が存在しない頸部以下の片麻痺であれば脊髄レベルの血管障害と考えることができる。片麻痺と対側に顔面麻痺がある場合、すなわち交代性麻痺であれば脳幹障害である。脳幹障害は気管内挿管の必要が高くなる。咽頭反射の消失など球麻痺症状、交代性麻痺はいずれも気管内挿管を積極的に考える状態である。
頭部CTを緊急で行う必要がある（救急室のマネジメントとしては脳出血と診断がついた時点で局在診断は行っても治療方針としては影響は出ない。）。あいまに行う神経診断としては脳神経の検査である。脳神経 I - IV 麻痺ならば中脳、脳神経 V - VIII 麻痺ならば橋、脳神経 IX - XII 麻痺ならば延髄が責任病巣である可能性が高い。片麻痺と同側に顔面麻痺が認められる場合は皮質下レベルか皮質レベルの障害である。この場合テント上病変であるので瞳孔偏位が存在すればそれだけで偏位方向の皮質レベルの障害である（瞳孔偏位はテント上病変では病側を向き、テント下病変では健側を向く）。瞳孔偏位が認められなければ、皮質症状が認められるか、認められないかで鑑別する。皮質症状が存在すれば皮質レベルの障害であり、皮質症状が存在しない、あるいは感覚障害が存在しなければ皮質下レベル、即ちラクナ梗塞である。皮質症状は優位半球の皮質症状としては失語が有名であり、劣位半球皮質症状としては
障害血管の目安としてはそれ以外の高次機能障害、失認、失行、半側空間無視があげられる。また両側大脳皮質の機能として、複合感覚もあるため、これも皮質症状とする。広範な皮質症状としては意識障害もあげられる。
障害血管に関しては皮質レベルの障害の場合は前部大脳循環系の障害が疑わしい。下肢の障害が強ければ前大脳動脈領域、顔面や上肢の障害が強ければ中大脳動脈領域、同名半盲や幻視が認められれば後大脳動脈領域が疑わしい。皮質下、特に内包、視床、大脳基底核は穿通枝によって主に灌流されているため、皮質症状が存在しなかったり、感覚麻痺を伴わない運動麻痺や運動麻痺を伴わない感覚麻痺はラクナ梗塞を疑う。
脳血管障害の局在診断で非常に便利な所見を纏める。
交代性片麻痺
交代性片麻痺とは脳幹の徴候としては極めて重要な所見である。脳幹障害では同側の脳神経障害と反対側の上下肢の麻痺をおこす。大脳の障害では反対側の顔面をむくむ片麻痺を起こすので容易に区別できる。要するに、脳神経症状と上下肢の片麻痺のサイドが逆ということで脳幹の病変と予測できるこれが交代性片麻痺である。出現する脳神経症状は神経核の位置と関係する。即ち左動眼神経麻痺がある交代性麻痺がみられれば左中脳の障害である。なお延髄の障害で交代性片麻痺が起こるのは延髄内側の病変である。延髄外側、即ちワレンベルグ症候群では錐体路障害は起こらない。
解離性感覚障害
解離性感覚障害は脊髄病変をしめす徴候である。
- 前方障害型：障害レベル以下に温痛覚低下がみられる
- 後方障害型：障害レベル以下に深部感覚、触覚の低下がみられる。
- 中心部障害型：宙吊り方に温痛覚低下。
- ブラウンセカール症候群：対側の温痛覚低下と同側のその他の感覚、錐体路障害がおこる。

## 代表的な脳血管障害の画像所見

### 救急室における画像診断学
| 画像         | 超急性期脳出血                                                     | 超急性期脳梗塞                                                             |
| ------------ | ------------------------------------------------------------------ | -------------------------------------------------------------------------- |
| 発症直後所見 | 発症直後からT2WI、DWIにて信号変化が認められる                      | 発症直後は所見は認められない。                                             |
| T2WI         | T2WIでは血腫中心部の中等度高信号と辺縁部に低信号、周囲の浮腫性変化 | T2WIでは発症後数時間しないと血管性浮腫による信号変化は認められない。       |
| DWI          | 血腫中心部の高信号とその辺縁部の低信号                             | 発症30分以後ならば所見は出現しうるが最終梗塞とくらべるとまだ限局している。 |

救急室においては超急性期から急性期の所見に基づいて病名とヘルニア、水頭症の有無区別できれば十分であることが多く、上記表に基づいた評価が行われるのが一般的である。血栓融解療法の普及に伴って、まずは CT 撮影を行い、出血がなく、明らかな脳血管障害を疑う症状、病歴があれば脳梗塞と考え治療を行うこともしばしばある。急性期の脳内出血の検出力としては CT と MRI は同等だが、簡便さから CT が好まれる。

### 脳梗塞
脳梗塞の画像所見について述べる。
CT
X 線 CT では、まず何よりも脳出血との鑑別が重要である。脳出血ではよほど小さなものでない限り超急性期から血腫が明確な高吸収域として確認できるからである。さらに脳梗塞では初期（早期）虚血変化（early CT sign）と呼ばれる所見がみられることがある。early CT sign としてはレンズ核陰影の不明瞭化、島皮質の不明瞭化、皮髄境界（皮質と白質の境界）の不明瞭化、脳溝の消失（狭小化）が有名である。これらの変化がMCA領域の1/3を超えるとき（1/3 MCA領域）は血栓溶解療法の治療適応外となるため、近年では初期虚血変化有無の判定が重要となっている。やや時間が経過すると、壊死した脳の腫脹がみられることがある。そして、壊死した組織は発症数日すると軟化して CT 上暗くなるが、これらの所見はどれも発症急性期にははっきりしないものである。
MRI
MRI ではより早期から所見を捉えることができる。T2 強調画像で病変が高信号になる（細胞の腫脹をみている）のが発症約6時間でみられるほか、拡散強調画像 (DWI) では高信号を約3時間後から認めることができるとされる。概念上は DWI にて高信号を示している部位はすでに不可逆的な変化を示していると考えられており、その周囲に可逆的な部位であるペナンブラが存在すると考えられている。しかし DWI の高信号域の多くは梗塞巣に一致するが淡い病変の中に可逆性の病変が含まれることもあることが知られている。逆に超早期は DWI でも偽陰性を示すことはしばしば認められる。発症24時間以内でも5%ほどの偽陰性が知られている。特に発症6時間以内の椎骨動脈灌流域で偽陰性が多く20%も認められる。特に延髄病変で多いとされている。逆に大脳皮質での偽陰性は低く2%程度である。初回の DWI にて高信号が認められなくとも経過、症状から脳梗塞が強く疑われた時は24時間後に再度撮影するのが望ましい。その場合は3mm程度の薄いスライスで b value 2000以上で行うと検出率が高くなる。
| 病期     | 病期           | 病態                                                       | DWI                      | ADC-MAP                  | T2WI     | CT                           |
| -------- | -------------- | ---------------------------------------------------------- | ------------------------ | ------------------------ | -------- | ---------------------------- |
| 発症直後 | （0 - 1時間）  | 閉塞直後の灌流異常                                         | 所見なし                 | 所見なし                 | 所見なし | 所見なし                     |
| 超急性期 | （1 - 24時間） | 細胞性浮腫                                                 | 高信号                   | 低信号                   | 所見なし | early CT sign                |
| 急性期   | （1 - 7日）    | 細胞性浮腫と血管性浮腫                                     | 高信号                   | 低信号                   | 高信号   | 低吸収                       |
| 亜急性期 | （1 - 3週間）  | 細胞壊死にてマクロファージ浸潤と血管新生から徐々に浮腫軽減 | 高信号から徐々に低信号へ | 低信号から徐々に高信号へ | 高信号   | 低吸収からFEを介して低吸収へ |
| 慢性期   | （1か月 - ）   | 壊死、吸収、瘢痕化                                         | 低信号                   | 高信号                   | 高信号   | 髄液濃度                     |

上記表は脳梗塞における MRI の典型的経時的変化である。超急性期は細胞性浮腫のため拡散係数が低下し、それは DWI にて高信号、ADC-MAP で低信号という形で表現される。急性期では毛細血管の BBB の破綻により血管性浮腫が起る。血管性浮腫により単位組織あたりの水分量が増加するため T2WI にて高信号を示すようになる。急性期に再灌流により血管性浮腫が増悪し、著明な脳浮腫や出血性梗塞を起こすこともある。亜急性期になると細胞壊死と血管壊死により拡散係数が上昇してくるため、一時期見かけ上正常化 (pseudo-normalization) する。拡散強調画像では T2 shine through の影響をうけて亜急性期後半まで高信号が持続する。この現象があるために拡散強調画像で高信号でも拡散係数の低下や脳梗塞超急性期と言えずとすることができず、ADC-MAP を併用して評価する。発症2週間ほどでCTでも血管性浮腫の軽減により一時的に病変が等吸収になる。しかし不明瞭化はしており FE (fogging effect) と言われる。亜急性期では軟膜髄膜吻合による側副血行路の発達や代償性の灌流増加にて比較的小さな梗塞巣内の出血が認められることがあり、T2*にて低信号を示す。これは急性期の出血性梗塞と異なり、重篤な神経症状の増悪を招くことはないが、ラクナ梗塞の場合はこれらの所見がある場合は抗血小板薬投与をしない方が無難とされている。その後は慢性期所見として T2WI 高信号となるが、組織欠損の程度により FLAIR 画像で低信号化したりする。細胞外液腔の開大によるものである。
脳血管障害では遠隔部に二次性が起ることが知られている。代表例を示す。
| 二次性変化               | 所見 |
| ------------------------ | --- |
| 皮質脊髄路のワーラー変性 | 皮質脊髄路に障害があるとその遠隔部で4週後よりT2短縮、10週頃よりT2延長。DWIでは2日から8日程度で信号変化が認められる。                 |
| 視床の変性               | 外側線条体動脈を含め中大脳動脈領域に障害があると皮質視床路を介して同側視床が発症3か月以降にT2延長。背内側核から起ることが多い。      |
| 中脳黒質の変性           | 線条体の障害で同側中脳黒質に発症10日前後でT2延長が認められ、1か月ほどで消失する。                                                    |
| 下オリーブ核仮性肥大     | 小脳歯状核病変では対側の下オリーブ核に橋背側中心被蓋路では同側に変性がおこる。数か月でT2延長がおき、その後肥大する。                 |
| 交叉性小脳萎縮           | 橋核が障害されると対側の中小脳脚にワーラー変性が生じる。橋核近傍が障害されると対側に同様の変性が生じるため、両側性となることも多い。 |

その他、有名な所見としては皮質層状壊死 (cortical laminar necrosis) というものがあり、椎体細胞層（第3層）が選択的に虚血に陥ることであり発症後3週間ほどで T1WI にて皮質に沿った高信号域が認められる。

### 脳内出血
脳内出血の画像所見について述べる。
頭部 CT
血液が血管外に流出すると凝固して血漿成分が吸収されるためヘモグロビン濃度が上昇する。そのためCTでは高吸収域を示し、診断は比較的容易である。
頭部 MRI
超急性期は脳出血と脳梗塞の鑑別も MRI にて行うことができる。但し、CTでもほぼ脳出血の検出能は変わりはないとされている。
| 画像         | 超急性期脳出血                                                     | 超急性期脳梗塞                                                             |
| ------------ | ------------------------------------------------------------------ | -------------------------------------------------------------------------- |
| 発症直後所見 | 発症直後からT2WI、DWIにて信号変化が認められる                      | 発症直後は所見は認められない。                                             |
| T2WI         | T2WIでは血腫中心部の中等度高信号と辺縁部に低信号、周囲の浮腫性変化 | T2WIでは発症後数時間しないと血管性浮腫による信号変化は認められない。       |
| DWI          | 血腫中心部の高信号とその辺縁部の低信号                             | 発症30分以後ならば所見は出現しうるが最終梗塞とくらべるとまだ限局している。 |

MRI の意義はヘモグロビンの生化学的状態が鑑別できることである。
| 病期     | 病期           | ヘム鉄の性状           | 磁性        | 局在     | T2WI       | T1WI       | CT             |
| -------- | -------------- | ---------------------- | ----------- | -------- | ---------- | ---------- | -------------- |
| 超急性期 | （24時間以内） | オキシヘモグロビン     | Fe2+/反磁性 | 赤血球内 | 軽度高信号 | 軽度低信号 | 高吸収域       |
| 急性期   | （3日以内）    | デオキシヘモグロビン   | Fe2+/常磁性 | 赤血球内 | 低信号     | 軽度低信号 | 高吸収域       |
| 急性期   | （7日以内）    | メトヘモグロビン       | Fe3+/常磁性 | 赤血球内 | 低信号     | 高信号     | 高吸収域       |
| 亜急性期 | （2週間以内）  | フリーメトヘモグロビン | Fe3+/常磁性 | 赤血球外 | 高信号     | 高信号     | 辺縁部から低下 |
| 慢性期   | （1か月以後）  | ヘモジデリン           | Fe3+/常磁性 | 赤血球外 | 低信号     | 低信号     | 低吸収域       |

脳内出血発症直後は血腫内の赤血球膜は正常であり、内部のヘモグロビンの多くは酸素を含むオキシヘモグロビンである。オキシヘモグロビンは反磁性体のため T1 緩和時間、T2 緩和時間に影響を与えないが、血餅は水分を含むため、軽度のT2延長を示すのが一般的である。オキシヘモグロビンは数時間以内にデオキシヘモグロビンとなる。デオキシヘモグロビンは常磁性体であり、T2WI にて著明な低信号を示すようになる。磁化率効果に鋭敏なのはグラディエントエコー法であるT2*強調画像である。この画像では急性期血腫は著明な低信号を示す。しかしT2*強調画像では急性期血腫と慢性期血腫の区別が難しい。急性期から亜急性期にかけてデオキシヘモグロビンは辺縁から酸化されメトヘモグロビンに変化していく。メトヘモグロビンは常磁性体であり著明なT1短縮効果を示すため T1WI にて高信号化してくる。この時期には同時に血腫融解がはじまる。赤血球膜破壊によるメトヘモグロビンの血球外流出、浮腫性変化によって T2WI にて高信号化してくる。このころはCTでは血腫の辺縁が低吸収域になってくるため、MRI の方が血腫の境界、浮腫性変化を正確に判定できる。慢性期になるとメトヘモグロビンはヘモジデリンとなり、浮腫も落ち着き、T1WI、T2WI ともに低信号となる。T2*強調画像でも低信号を示す。

### クモ膜下出血
最も有名なくも膜下出血のCT所見にペンタゴンといわれる鞍上槽への出血が知られているが、これは頭蓋内内頚動脈動脈瘤破裂の場合によく認められるもので、それ以外の動脈瘤破裂によるクモ膜下出血ではこのような画像にはならない。また破裂動脈瘤の30%ほどに脳内出血を合併すると言われている。脳動脈瘤の好発部位としては前交通動脈 (Acom)、中大脳動脈の最初の分枝部、内頚動脈-後交通動脈 (IC-PC) とされている。前交通動脈瘤では前頭葉下内側および透明中隔に、IC-PC では側頭葉に、中大脳動脈瘤では外包および側頭葉、前大脳動脈遠位部動脈瘤では脳梁から帯状回に脳内血腫を形成する。高血圧性の脳内出血と明らかに分布が異なるほか、原則として近傍にクモ膜下出血を伴っている。亜急性細菌性心内膜炎や絨毛がんなどでは動脈瘤を合併し、クモ膜下出血、脳内出血を合併することが知られている。以下に出血部位から責任動脈瘤を推定する方法を纏める。
| 破裂部位           | 出血の広がり                                                                                             |
| ------------------ | --- |
| 前交通動脈         | 大脳縦裂前部、交叉槽、脚間槽などからシルビウス裂まで左右対称的に存在、透明中隔腔内の血腫が特徴的である。 |
| 中大脳動脈         | 同側のシルビウス裂を中心に存在する                                                                       |
| 頭蓋内内頚動脈領域 | 鞍上部脳槽を中心に非対称的に両側性に存在する。所謂、ペンタゴンである。                                   |
| 椎骨脳底動脈領域   | 迂回槽、脚間槽、橋槽を中心に左右対称性に存在する。                                                       |

## 疫学

2004年の100,000人あたりの脳血管障害の障害調整生命年 (DALY)
no data
less than 250
250-425
425-600
600-775
775-950
950-1125
1125-1300
1300-1475
1475-1650
1650-1825
1825-2000
more than 2000

日本の原因疾患別死亡者数の割合と順位では、脳血管疾患は1951年から1980年まで1位、1981年から1984年まで2位、1985年から1994年まで3位、1995年から1996年まで2位、1997年から2010年まで3位、2011年から2015年まで4位であり、2015年度は死亡者数129万0428人のうち、脳血管疾患による死者数は11万1875人であり、死亡者総数に対する割合は8.7%である。

## 予後
脳卒中の後遺症として、手足の筋肉の痙縮（つっぱり）が見られる場合がある。この後遺症に対しては、ボツリヌス治療などを含む最新の治療法が臨床現場でも試行されている。